# Desulfococcus
Desulfococcus es un género de bacterias gramnegativas anaerobias móviles de la familia Desulfobacteraceae.